# CCL20
CCL20, hemokin (C-C motiv) ligand 20, ili jetrenom aktivacijom regulisani hemokin (LARC), ili makrofagni inflamatorni protein-3 (MIP3A) je mali citokin iz CC hemokin familije. On je snažno hemotaksan za limfocite, a slabo provlači neutrofile. CCL20 je impliciran u formiranje i funkciju mukoznog limfoidnog tkiva putem hemoatrakcije limfocita i dendritskih ćelija prema epitelnim ćelijama koje okružuju ta tkiva. CCL20 dejstvuje na svoje ciljne ćelije vezivanjem i aktiviranjem hemokinskog receptora .
CCL20 genska ekspresija može biti indukovana mikrobnim faktorima kao što su lipopolisaharidi (LPS), i inflamatorni citokini poput faktor nekroze tumora i interferon-γ, i umanjena uticajem citokina IL-10. CCL20 je izražen u više vrsta tkiva. Najobimnije izražavanje je primećeno u perifernim krvnim limfocitima, limfnim čvorovima, jetri, slepom crevu, i fetalnim plućima, a u nižim nivoima u timusu, testisima, prostati i crevima. CCL20 gen (scya20) je lociran na hromozomu 2 kod ljudi.

## Literatura
- Matoba R; Okubo K; Hori N;  . (1994). „The addition of 5'-coding information to a 3'-directed cDNA library improves analysis of gene expression.”. Gene. 146 (2): 199—207. PMID 8076819. doi:10.1016/0378-1119(94)90293-3.
- Rossi DL; Vicari AP; Franz-Bacon K;  . (1997). „Identification through bioinformatics of two new macrophage proinflammatory human chemokines: MIP-3alpha and MIP-3beta.”. J. Immunol. 158 (3): 1033—6. PMID 9013939.
- Hieshima K; Imai T; Opdenakker G;  . (1997). „Molecular cloning of a novel human CC chemokine liver and activation-regulated chemokine (LARC) expressed in liver. Chemotactic activity for lymphocytes and gene localization on chromosome 2.”. J. Biol. Chem. 272 (9): 5846—53. PMID 9038201. doi:10.1074/jbc.272.9.5846.
- Hromas R; Gray PW; Chantry D;  . (1997). „Cloning and characterization of exodus, a novel beta-chemokine.”. Blood. 89 (9): 3315—22. PMID 9129037.
- Baba M; Imai T; Nishimura M;  . (1997). „Identification of CCR6, the specific receptor for a novel lymphocyte-directed CC chemokine LARC.”. J. Biol. Chem. 272 (23): 14893—8. PMID 9169459. doi:10.1074/jbc.272.23.14893.
- Liao F; Alderson R; Su J;  . (1997). „STRL22 is a receptor for the CC chemokine MIP-3alpha.”. Biochem. Biophys. Res. Commun. 236 (1): 212—7. PMID 9223454. doi:10.1006/bbrc.1997.6936.
- Power CA; Church DJ; Meyer A;  . (1997). „Cloning and characterization of a specific receptor for the novel CC chemokine MIP-3alpha from lung dendritic cells.”. J. Exp. Med. 186 (6): 825—35. PMC 2199050 . PMID 9294137. doi:10.1084/jem.186.6.825.
- Tanaka Y; Imai T; Baba M;  . (1999). „Selective expression of liver and activation-regulated chemokine (LARC) in intestinal epithelium in mice and humans.”. Eur. J. Immunol. 29 (2): 633—42. PMID 10064080. doi:10.1002/(SICI)1521-4141(199902)29:02<633::AID-IMMU633>3.0.CO;2-I.
- Yang D, Howard OM, Chen Q, Oppenheim JJ (1999). „Cutting edge: immature dendritic cells generated from monocytes in the presence of TGF-beta 1 express functional C-C chemokine receptor 6.”. J. Immunol. 163 (4): 1737—41. PMID 10438902.
- Yang D; Chertov O; Bykovskaia SN;  . (1999). „Beta-defensins: linking innate and adaptive immunity through dendritic and T cell CCR6.”. Science. 286 (5439): 525—8. PMID 10521347. doi:10.1126/science.286.5439.525.
- Charbonnier AS; Kohrgruber N; Kriehuber E;  . (2000). „Macrophage inflammatory protein 3alpha is involved in the constitutive trafficking of epidermal langerhans cells.”. J. Exp. Med. 190 (12): 1755—68. PMC 2195721 . PMID 10601351. doi:10.1084/jem.190.12.1755.
- Schutyser E; Struyf S; Menten P;  . (2000). „Regulated production and molecular diversity of human liver and activation-regulated chemokine/macrophage inflammatory protein-3 alpha from normal and transformed cells.”. J. Immunol. 165 (8): 4470—7. PMID 11035086.
- Hirose J; Kawashima H; Yoshie O;  . (2001). „Versican interacts with chemokines and modulates cellular responses.”. J. Biol. Chem. 276 (7): 5228—34. PMID 11083865. doi:10.1074/jbc.M007542200.
- Nakayama T; Fujisawa R; Yamada H;  . (2001). „Inducible expression of a CC chemokine liver- and activation-regulated chemokine (LARC)/macrophage inflammatory protein (MIP)-3 alpha/CCL20 by epidermal keratinocytes and its role in atopic dermatitis.”. Int. Immunol. 13 (1): 95—103. PMID 11133838. doi:10.1093/intimm/13.1.95.
- Nelson RT; Boyd J; Gladue RP;  . (2001). „Genomic organization of the CC chemokine mip-3alpha/CCL20/larc/exodus/SCYA20, showing gene structure, splice variants, and chromosome localization.”. Genomics. 73 (1): 28—37. PMID 11352563. doi:10.1006/geno.2001.6482.
- Tohyama M; Shirakara Y; Yamasaki K;  . (2001). „Differentiated keratinocytes are responsible for TNF-alpha regulated production of macrophage inflammatory protein 3alpha/CCL20, a potent chemokine for Langerhans cells.”. J. Dermatol. Sci. 27 (2): 130—9. PMID 11532377. doi:10.1016/S0923-1811(01)00127-X.
- Giannini SL; Hubert P; Doyen J;  . (2002). „Influence of the mucosal epithelium microenvironment on Langerhans cells: implications for the development of squamous intraepithelial lesions of the cervix.”. Int. J. Cancer. 97 (5): 654—9. PMID 11807793. doi:10.1002/ijc.10084.
- Casamayor-Pallejà M; Mondière P; Verschelde C;  . (2002). „BCR ligation reprograms B cells for migration to the T zone and B-cell follicle sequentially.”. Blood. 99 (6): 1913—21. PMID 11877260. doi:10.1182/blood.V99.6.1913.
- Schmuth M; Neyer S; Rainer C;  . (2002). „Expression of the C-C chemokine MIP-3 alpha/CCL20 in human epidermis with impaired permeability barrier function.”. Exp. Dermatol. 11 (2): 135—42. PMID 11994140. doi:10.1034/j.1600-0625.2002.110205.x.
- Liao F; Shirakawa AK; Foley JF;  . (2002). „Human B cells become highly responsive to macrophage-inflammatory protein-3 alpha/CC chemokine ligand-20 after cellular activation without changes in CCR6 expression or ligand binding.”. J. Immunol. 168 (10): 4871—80. PMID 11994436.